# Hotel Titania
Hotel Titania (chinesisch 泰坦尼亞客棧 / 泰坦尼亚客栈, Pinyin Tàitǎn ní yǎ kèzhàn) ist eine Science-Fiction-Kurzgeschichte des chinesischen Schriftstellers Luo Longxiang, zuerst veröffentlicht im November 2019. Eine deutsche Übersetzung von Karin Betz erschien am 14. September 2020 in der Anthologie Quantenträume, herausgegeben vom Heyne Verlag.

## Handlung
Auf dem Uranusmond Titania, welcher inzwischen zwischen der Sonne und Alpha Centauri herumtreibt, befindet sich ein von Robotern betriebenes Hotel, welches als Zwischenhalt für Durchreisende dient. Während einer mehrere Jahrzehnte dauernden Betriebspause wird das Hotel wegen ständiger Beschwerden der Gäste stark ausgebaut. Ein Problem ist dabei der Mangel von tierischen Produkten wie Fleisch und Käse, die oft gewünscht werden. Das seltsame Essverhalten der Menschen, etwa welche Tiere für sie als essbar gelten, stößt dabei auf völliges Unverständnis der Roboter, die sich allein an den Prinzipien der Evolution orientieren. Durch radioaktive Strahlung mutierte Ratten, welche von den durchreisenden Raumschiffen eingeschleppt wurden und die Größe von Kühen haben, sind letztendlich die Lösung für Fleisch und Käse. Die ersten Gäste sind nach ihrer ersten Mahlzeit jedoch von der Wahrheit extrem schockiert, reisen sofort wieder ab und fordern von der Erde wegen der durchgedrehten Roboter sofort eine Weltraumflotte.

## Kritik
Christin Endres von diezukunft.de schreibt, die Kurzgeschichte „kommt auf die beste Weise oldschool und überzogen daher“. Gunther Barnewald von phantastiknews.de lobt die Kurzgeschichte als „hervorragend“. Josefson von der österreichischen Tageszeitung Der Standard findet, die „Resultate sind haarsträubend und, ja, auch lustig“, doch die Sprache der Roboter sei „allenfalls kindgerecht“.